# Konstantinovo, Haskovo
Konstantinovo (în bulgară Константиново) este un sat în comuna Simeonovgrad, regiunea Haskovo,  Bulgaria. 

## Demografie
Componența etnică a satului Konstantinovo
     Romi (2,74%)
     Bulgari (95,29%)
     Nicio identificare (1,96%)
     Altele (0%)
La recensământul din 2011, populația satului Konstantinovo era de 255 locuitori. Din punct de vedere etnic, majoritatea locuitorilor (95,29%) erau bulgari, cu o minoritate de romi (2,74%). Pentru 1,96% din locuitori nu este cunoscută apartenența etnică.